# Obvod (geometrie)
Obvod je nejen hraniční křivka rovinného útvaru, ale i její délka.
Základní jednotka SI: m [metr]

## Obvody některých útvarů
- Čtverec – čtyřnásobek délky strany

o = 4 · a
- Obdélník a rovnoběžník – dvojnásobek první a druhé strany

o = 2 · ( a + b )
- Mnohoúhelník – součet délek všech jeho stran.

o = a + b + c + …
kde a, b, c, … jsou strany mnohoúhelníku.

Animovaná ukázka určení obvodu kruhu o průměru.

- Kruh – délka jeho hraniční kružnice.

o = 2 · π · r = π · d
kde r je poloměr kruhu a d je průměr kruhu.
- Elipsa
  - lze určit pouze pomocí přibližných vzorců

- nebo částečným součtem nekonečné řady